# Aktivistenabzeichen der Maschinen-Ausleih-Stationen
Das Aktivistenabzeichen der Maschinen-Ausleih-Stationen (kurz MAS) war eine staatliche Auszeichnung der Deutschen Demokratischen Republik (DDR), die in Form eines Abzeichens verliehen wurde. Er wurde nach der Staatsgründung am 7. Oktober 1949 zu einem unbekannten Zeitpunkt bis Jahresende gestiftet. Wenn überhaupt, ist dieses Abzeichen nur an sehr wenige Personen verliehen worden. Seine Stiftungstatuten konnten bisher nicht ermittelt werden.

## Aussehen und Trageweise
Das unregelmäßige Abzeichen hat an einer größten Ausdehnung eine Höhe von 27 mm und an seiner breitesten Stelle eine Dicke von 25 mm und ist rot emailliert. An seinem unten Rand befindet sich die Buchstaben MAS, darüber ein stilisierter, ebenfalls emaillierter Traktor hinter dessen wiederum drei Fahnen zu sehen sind, von denen eine blau, eine in rot und eine in den Farben schwarz-rot-gold emailliert ist. Links neben den Fahnen waren drei goldene Ähren abgebildet. Zu einem unbekannten Zeitpunkt im Jahr 1950 wurde das Abzeichen dann geändert und zeigte die Form eines vergoldeten und emaillierten Dreiecks mit den Maßen 20 mm × 20 mm, allerdings mit abgerundeten Spitzen. Das aufgesetzte und mitgeprägte obere Schriftband, welches blau emailliert und 5 mm hoch ist, zeigt die rot emaillierten Buchstaben: MAS. Unter dem Schriftzug befindet sich mittig ein Traktor und beidseitig von ihm je eine Ähre auf roten emaillierten Grund. Über den abgebildeten Traktor prangt der Schriftzug: AKTIVIST, welcher gold dargestellt ist.  Über die Tragweise des Abzeichens ist bisher nichts bekannt geworden. Üblicherweise sollte es jedoch an der linken oberen Brustseite getragen worden sein.